# 坎河
坎河是俄羅斯的河流，位於克拉斯諾亞爾斯克邊疆區，屬於葉尼塞河的右支流，自發源地薩彦嶺朝北轉西流，河道全長629公里，流域面積36,900平方公里，河畔城鎮有坎斯克和澤列諾戈爾斯克。
56°30′N 93°47′E / 56.500°N 93.783°E